# Desa Sindang (administrativ by i Indonesien, Jawa Barat, lat -6,33, long 108,30)
Desa Sindang är en administrativ by i Indonesien.   Den ligger i provinsen Jawa Barat, i den västra delen av landet, 160 km öster om huvudstaden Jakarta.